# 미겔 에레라
미겔 에르네스토 에레라 아기레(스페인어: Miguel Ernesto Herrera Aguirre miˈɣel eˈreɾa[*], 1968년 3월 18일, 이달고주 ~ )는 흔히 자신의 별칭인 피오호 (Piojo, 스페인어로 머릿이를 뜻함)로 알려진 은퇴한 멕시코의 축구 선수이다.
선수 시절 수비수였으며, 에레라는 아틀란테에서 대부분의 현역 시절을 보냈고, 이 곳을 4차례 거쳤으며, 토로스 네사 소속으로는 100경기 이상 출장하였었다. 그는 짧은 기간 동안 산토르 라구나와 케레타로에 머물기도 하였다. 멕시코 국가대표로, 에레라는 1993년 코파 아메리카에 참가하여 준우승을 차지했었다.
감독으로 전향하고서, 에레라는 두 차례 아틀레티코 감독을 역임하였는데, 첫 번째는 2002년에, 두 번째는 2010년에 역임했었다. 그는 몬테레이의 감독을 맡아 2004년에 결선에 진출하였으나, 팀은 UNAM에게 패하였다. 그는 이후 2008년에 베라크루스를 역임하였었고, 2008년부터 2010년까지는 에스투디안테스 테코스 감독직을 역임하였다. 2011년 11월, 그는 아메리카의 새 감독으로 내정되었다. 2013년 5월, 에레라는 아메리카의 11번째 리그 우승이자, 자신의 첫 리그 우승을 경험하였다. 2013년 말, 에레라는 멕시코 국가대표팀의 감독 대행으로 임명되었고, 팀을 뉴질랜드와의 대륙간 플레이오프로 이끌었고, 이후 2014년 FIFA 월드컵 진출에도 성공하였다. 멕시코가 두 경기에서 모두 승리하고 본선 진출을 확정지으면서, 에레라는 재계약을 통해 월드컵 기간 동안 국가대표팀을 맡게 되었다. 드라마틱한 월드컵 본선행 과정과 국제 친선경기를 통해 스쿼드를 주시하면서, 에레라는 이전에 망가져 있었던 국가대표팀을 갱생시켜 팀을 2014년 FIFA 월드컵의 16강으로 이끌었다.

## 클럽 경력
멕시코 이달고주 콰우테페크 출신으로, 에레라는 1986년에 아틀란테 소속으로 데뷔하였다. 그는 이후 1988년에 산토스 라구나로 이적하였고, 30경기에 출전하여 4골을 집어넣었고, 이후 1990년에 케레타로로 이적하였다. 그는 다시 아틀란테로 복귀하였고, 이곳에서 1995년까지 머물렀으며, 125경기에 출전하여 9골을 득점하였다. 그는 이후 토로스 네사로 매각되었다. 클럽은 "여름 '97" 시즌에 처음으로 결선에 진출하였으나, 과달라하라에게 2-7의 스코어로 패하였다. 1999년, 에레라는 아틀란테로 복귀하여 1년 더 선수생활을 하다가 은퇴하였다.

## 국가대표 경력
에레라는 에콰도르에서 열린 1993년 코파 아메리카에서 멕시코 대표로 출전하였다. 멕시코는 아르헨티나와의 결승전에서 1-2로 패하였다.

## 감독 경력

### 아틀란테
2002년, 은퇴한 지 2년만에, 에레라는 친정팀 아틀란테의 사령탑을 맡기 위해 감독으로 복귀하였다. 그는 두 시즌을 더 이곳 감독으로 역임하였으나, 2004년에 아틀란테가 결선 진출에 실패하자 사임하였다.

### 몬테레이
2004년 아페르투라 시즌에 에레라는 몬테레이의 감독으로 임명되었다. 그는 준결승전에서 아이러니하게도 친정 클럽인 아틀란테를 상대하였고, 합계 7-3으로 이겼다. 그의 팀은 결국에 UNAM에게 합계 1-3으로 패하며 우승을 내주어야 했다. 그는 2005년 아페르투라 시즌에도 또다시 팀을 결승에 진출시키며 성공하였으나, 이번에는 톨루카에게 3-6으로 패하며 또다시 우승이 무산되었다. 에레라는 2007년 아페르투라 시즌까지 몬테레이 감독을 역임하였으나, 팀의 형편없는 성적으로 인해 계약이 2007년 9월에 종료되었다.

### 베라크루스
2008년 클라우수라 시즌에 에레라는 안토니오 모아메드 감독의 사임으로 공석이 된 베라크루스의 사령탑을 맡았다. 2008년 3월 29일, 에레라는 아메리카를 상대로 홈에서 4-0의 승리를 이룩하였다. 그의 특명은 베라크루스가 프리메라디비시온 A로 강등되는 것을 막는 것이었으나, 베라크루스는 이를 피하지 못하였다. 에레라는 2008년 5월에 클럽과 결별하였다.

### 에스투디안테스 테코스
베라크루스를 떠난지 얼마 지나지 않아, 에레라는 2008년 아페르투라 시즌 중순에 호세 루이스 트레호를 대신하여 고전하던 에스투디안테스 테코스의 감독으로 취임하였다. 그는 2010년 9월에 경질당하였다.

### 아틀란테 복귀
2010년 11월, 아틀란테는 에레라가 신임 감독으로 내정되었으며, 2002년 처음으로 감독을 맡은 이래 복귀하게 되었다고 발표하였다. 그의 임기 하에, 아틀란테는 2011년 클라우수라 시즌을 4위로 마쳤다. 팀은 크루스 아술과의 8강에서 탈락하였다. 아틀란테는 2011년 아페르투라 시즌에 플레이오프 진출에 실패하였고, 에레라는 클럽과 재계약을 하지 않으면서, 클루브 아메리카가 그를 신임 감독으로 노린다는 소문이 돌았다.

### 아메리카
2011년 11월 16일, 에레라는 아메리카의 감독이 되었다. 첫 기자회견에서 에레라는 "제가 6개월 안에 성과를 내지 못할 경우, 사표를 내겠습니다."라며 6개월 계약을 체결했음을 밝혔다.
2012년 1월 7일, 아메리카는 케레타로전에서 2-0 승리를 거두었는데, 이는 에레라의 아메리카에서의 마수걸이 승이었다. 아메리카는 2012년 클라우수라 시즌을 3위로 마쳤고, 준결승에 진출하였으며, 몬테레이에게 합산 스코어 0-2로 패하였다. 5월 14일, 미겔 에레라는 아메리카 감독직을 재계약하였다.
2013년 5월 26일, 아메리카는 크루스아술전에서 1차전 0-1 패배를 2차전에서 105분간 10명의 선수로 2-2로 만회하고, 승부차기 끝에 4-2로 이기며 클럽의 사상 11번째 리그를 우승을 안겼다. 이로 인해 미겔 에레라의 감독으로써의 첫 리그 타이틀은 몬테레이에서의 두 결승전 패배 후에 결실이 맺어졌다.

### 멕시코 국가대표팀
2013년 10월 13일, 에레라는 빅토르 마누엘 부세티치를 대신하여 멕시코 국가대표팀의 감독 대행이 되었는데, 그는 1달 사이에 부임한 4번째 감독이 되었다. 그는 삼색기 (El Tri)를 뉴질랜드와의 2차례 플레이오프 경기 끝에 합계 9-3의 승리로 2014년 FIFA 월드컵 본선행을 이끌었다. 12월 2일, 에레라는 최소한 월드컵까지 국가대표팀 감독직을 연임하는 것이 확정되었다.
2014년 6월 23일, 멕시코는 크로아티아를 3-1로 완파하면서 월드컵 16강 진출을 확정시켰다.

## 수상

### 감독
아메리카
- 리가 MX (1): 2013 클라우수라